# Dhahar
Dhahar è un centro abitato della Somalia, situato nella regione del Sanag.